# Chironomus australiensis
Chironomus australiensis är en tvåvingeart som först beskrevs av Freeman 1961.  Chironomus australiensis ingår i släktet Chironomus och familjen fjädermyggor. Inga underarter finns listade i Catalogue of Life.